# Odo III. (Champagne)
Odo III. (franz.: Eudes; † 1093)  war seit 1089 Graf von Troyes (Champagne), Vitry und Bar-sur-Aube aus dem Haus Blois. Er war der älteste Sohn des Grafen Theobald III. von Blois (später Theobald I. von Champagne) aus dessen dritter Ehe mit Adela von Crépy, einer Tochter des Grafen Rudolf IV. von Valois.
Odo wird gelegentlich mit der Ordnungszahl „IV.“ genannt, als insgesamt vierter dieses Namens der in Troyes als Graf belegt ist. Üblicherweise wird er mit der „III.“ gezählt beginnend mit der Vereinigung der Grafschaften Meaux und Troyes durch Graf Robert von Vermandois, welche den Kern der Grafschaft Champagne bildeten. Von seinem Vater erbte Odo mit Troyes allerdings nur eine der betreffenden Grafschaften, da Meaux an seinen älteren Halbbruder und Haupterben Stephan Heinrich vergeben wurde. Mit Troyes erhielt Odo aber den stabileren und wirtschaftlich bedeutenderen Teil da in Meaux die gräfliche Autorität vom Bischof der Stadt bestritten wurde. Bedeutende politische Handlungen sind von ihm nicht überliefert, lediglich Schenkungen an die Abteien von Montier-en-Der, Molesme und der Priorei Saint-Quentin in Troyes.
Nach seinem Tod erbte Odos jüngerer Bruder Hugo seine Besitzungen, der 1102 schließlich den Titel eines „Grafen von Champagne“ annahm.